# Saš
Saš je naseljeno mjesto u općini Foči, Republika Srpska, BiH. Nalazi se uz južno od rijeke Ćehotinu i istočno od Dragočavske rijeke, na 850 metara nadmorske visine.
Godine 1962. pripojeno je naselju Dragočavi (Sl. list NRBiH 47/62).

## Stanovništvo
| Narod     | Popis 1961. |
| --------- | ----------- |
| Hrvati    |             |
| Muslimani | 113         |
| Srbi      | 3           |
| ostali    | 11          |
| Ukupno    | 127         |